# Brasil neerlandés
El Brasil neerlandés, también conocido por su nombre oficial Nueva Holanda (en neerlandés: Nieuw Holland), era la porción norte de la colonia portuguesa de Brasil gobernada por las Provincias Unidas durante la colonización neerlandesa de América entre 1630 y 1654. Las ciudades principales de la colonia de Nueva Holanda eran la capital Mauritsstad (hoy Recife), Frederikstadt (João Pessoa), Nieuw Amsterdam (Natal), Saint Louis (São Luís), São Cristóvão, Fort Schoonenborch (Fortaleza), Sirinhaém y Olinda.
A partir de 1630, la República Neerlandesa conquistó casi la mitad del área europea asentada de Brasil en ese momento, con su capital en Recife. La Compañía Neerlandesa de las Indias Occidentales (WIC) estableció su sede en Recife. El gobernador, Juan Mauricio, invitó a artistas y científicos a la colonia para ayudar a promover Brasil y aumentar la inmigración. Sin embargo, la marea se volvió contra los neerlandeses cuando los portugueses obtuvieron una importante victoria en la Segunda Batalla de Guararapes en 1649. El 26 de enero de 1654, los neerlandeses se rindieron y firmaron la capitulación, pero solo como un pacto provisional. En mayo de 1654, los neerlandeses exigieron que se devolviera Nueva Holanda a las Provincias Unidas. El 6 de agosto de 1661, Nueva Holanda fue cedida formalmente a Portugal a través del Tratado de La Haya.
Aunque solo tiene una importancia de transición para los neerlandeses, este período fue de considerable importancia en la memoria histórica en Brasil. No tuvo cambios duraderos en el desarrollo social e institucional del Brasil portugués. Los colonos locales portugueses tuvieron que oponerse a los neerlandeses en gran parte por sus propios recursos, incluida la movilización de aliados negros e indígenas, y aprovecharon su conocimiento de las condiciones locales. Esta lucha se cuenta, en la memoria histórica de Brasil, como la colocación de las semillas de la nacionalidad brasileña. Este período también precipitó un descenso en la industria azucarera de Brasil, ya que el conflicto entre los neerlandeses y los portugueses interrumpió la producción de azúcar brasileña, en medio de la creciente competencia de los plantadores británicos, franceses y neerlandeses en el Caribe.

## Primeras relaciones ibero-neerlandesas
La familia de los Habsburgo había gobernado los  Países Bajos desde 1482; el área se convirtió en parte del Imperio español bajo los Habsburgo españoles en 1556; sin embargo, en 1568 estalló la guerra de los Ochenta Años (1568-1648), y los neerlandeses establecieron la República de los Siete Países Bajos Unidos en 1581. Como parte de la guerra, los asaltantes neerlandeses atacaron tierras, colonias y barcos españoles. En 1594, Felipe II, que era rey tanto de España como (desde 1580) de Portugal, dio permiso para que los barcos neerlandeses se dirigieran a Brasil para navegar juntos una vez al año en una flota de veinte barcos. En 1609, los Habsburgo y la República Neerlandés  firmaron la tregua de los doce años, durante la cual la República Neerlandés pudo comerciar con los asentamientos portugueses en Brasil (Portugal estuvo en una unión dinástica con la España de los Habsburgo desde 1580 hasta 1640). El pequeño tamaño geográfico de Portugal y su pequeña población significaban que necesitaba "participación extranjera en la colonización y el comercio de su imperio", y los neerlandeses habían desempeñado ese papel, lo cual era mutuamente beneficioso. Como parte de la tregua de 1609-1621, los neerlandeses también acordaron retrasar el establecimiento de la Compañía Neerlandesa de las Indias Occidentales, una contraparte de la ya existente Compañía Neerlandesa de las Indias Orientales.
Al final de la tregua, los neerlandeses habían expandido enormemente sus redes comerciales y habían ganado más de la mitad del comercio entre Brasil y Europa (los Países Bajos del norte operaban 29 refinerías de azúcar en 1622, frente a 3 en 1595.) En 1621, la tregua de doce años expiró y los Países Bajos Unidos inmediatamente constituyeron la Compañía Neerlandesa de las Indias Occidentales. La guerra luso-neerlandesa, que comenzó en 1602, se reanudó y, a través de la nueva compañía, los neerlandeses comenzaron a interferir con las colonias españolas y portuguesas en América.

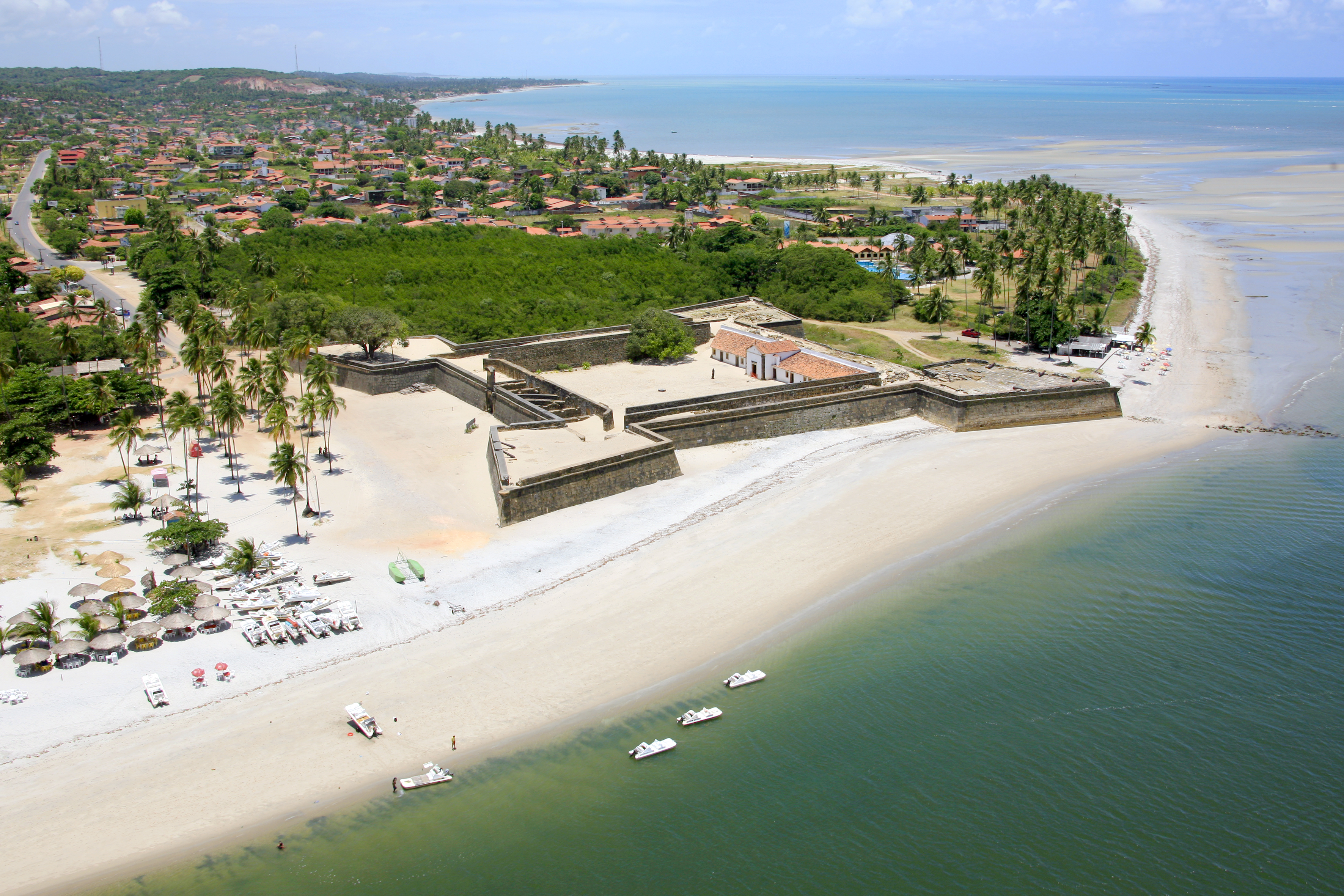
Fort Orange de Itamaracá de 1631 (Pernambuco, Brasil)

### Invasión fallida de 1624
Como parte del plan de Groot Desseyn, el almirante Jacob Willekens dirigió en diciembre de 1623 una fuerza de la Compañía de las Indias Occidentales (WIC) a Salvador, que era la capital de Brasil y el centro de una capitanía famosa por su caña de azúcar. La expedición consistió de 26 barcos y 3,300 hombres. Llegaron allí el 8 de mayo de 1624, tras lo cual se rindió el gobernador portugués Diego de Mendoza Hurtado, quien fue reemplazado en el cargo por Juan van Dort.
Sin embargo, el 30 de abril de 1625, la Corona española recapturó la ciudad durante la Jornada del Brasil, bajo el liderazgo de Fadrique de Toledo. La ciudad jugaría entonces un papel crítico como base de la lucha portuguesa contra los neerlandeses por el control de Brasil.
En 1628, la incautación de un convoy de plata español por Piet Hein en la bahía de Matanzas proporcionó a la WIC los fondos para otro intento de conquistar Brasil en Pernambuco.

## El noreste de Brasil en la edad de oro del dominio neerlandés

### Establecimiento del Brasil neerlandés

América del Sur alrededor de 1650. En rosado las posesiones españolas, en verde las portuguesas y en amarillo las neerlandesas.

#### Invasión exitosa de 1630
En el verano de 1629, los neerlandeses codiciaron un nuevo interés en obtener la capitanía de Pernambuco, la zona de producción de azúcar más grande y más rica del mundo. La flota neerlandesa de 65 barcos estaba liderada por Hendrick Corneliszoon Loncq; la WIC ganó el control de Olinda el 16 de febrero de 1630 y de Recife (la capital de Pernambuco) y la isla de António Vaz el 3 de marzo.

#### Consolidación del control neerlandés
Matias de Albuquerque, el gobernador portugués, lideró una fuerte resistencia portuguesa que impidió a los neerlandeses desarrollar sus fortalezas en las tierras que habían capturado. Para 1631, los neerlandeses abandonaron Olinda y trataron de controlar el Fuerte de Cabedello en Paraíba, Río Grande, Río Formoso y Cabo de Santo Agostinho. Sin embargo, estos intentos tampoco tuvieron éxito.
Aún en control de António Vaz y Recife, los neerlandeses más tarde se afianzaron en Cabo de Santo Agostinho. Para 1634, los neerlandeses controlaban la línea costera desde Río Grande del Norte hasta el Cabo de Santo Agostinho de Pernambuco. Todavía mantenían el control de los mares también. Para 1635, muchos colonos portugueses escogían tierras ocupadas por neerlandeses sobre tierras controladas por portugueses. Los neerlandeses ofrecían libertad de culto y seguridad de propiedad. En 1635, los neerlandeses conquistaron tres fortalezas de los portugueses: las ciudades de Porto Calvo, Arraial do Bom Jesus y Fort Nazaré en Cabo de Santo Agostinho. Estos baluartes dieron a los neerlandeses un aumento de las tierras azucareras, lo que llevó a un aumento en las ganancias.

### Brasil neerlandés bajo Juan Mauricio de Nassau-Siegen

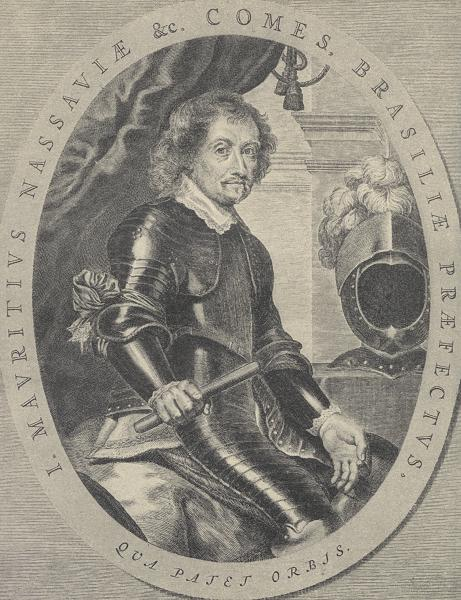
Después de regresar de Brasil, Juan Mauricio de Nassau fue conocido como "el brasileño" en los Países Bajos.

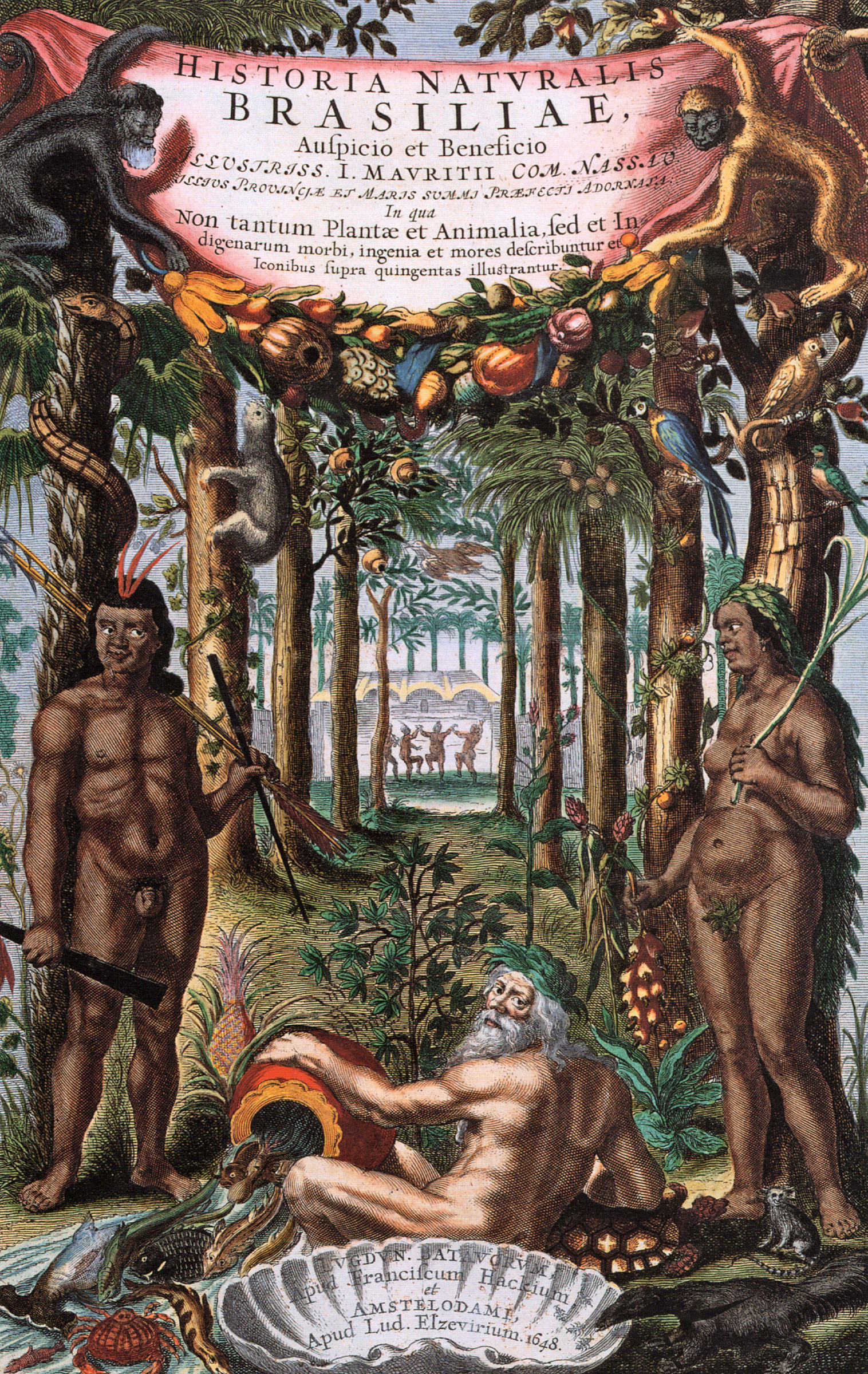
Página titular del libro de Georg Marcgraf Historia Naturalis Brasiliae (1648).

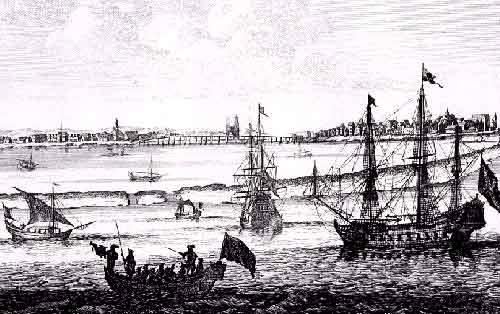
Recife o Mauritsstad, capital del Nueva Holanda en Brasil.

En 1637, el WIC dio el control de sus conquistas brasileñas, ahora llamadas "Nieuw Holland", a Juan Mauricio de Nassau-Siegen (Johan Maurits van Nassau-Siegen), el sobrino-nieto de Guillermo de Orange. En el transcurso de un año, Juan Mauricio capturó la capitanía brasileña de Ceará y envió una expedición para capturar el puesto comercial hacia África Occidental del Castillo de Elmina, que se convirtió en la capital de la Costa de Oro neerlandesa. En 1641, los neerlandeses capturaron la capitanía de Maranhao, lo que significa que el control neerlandés ahora se extendía a lo largo de toda la costa entre los ríos Amazonas y Sao Francisco.

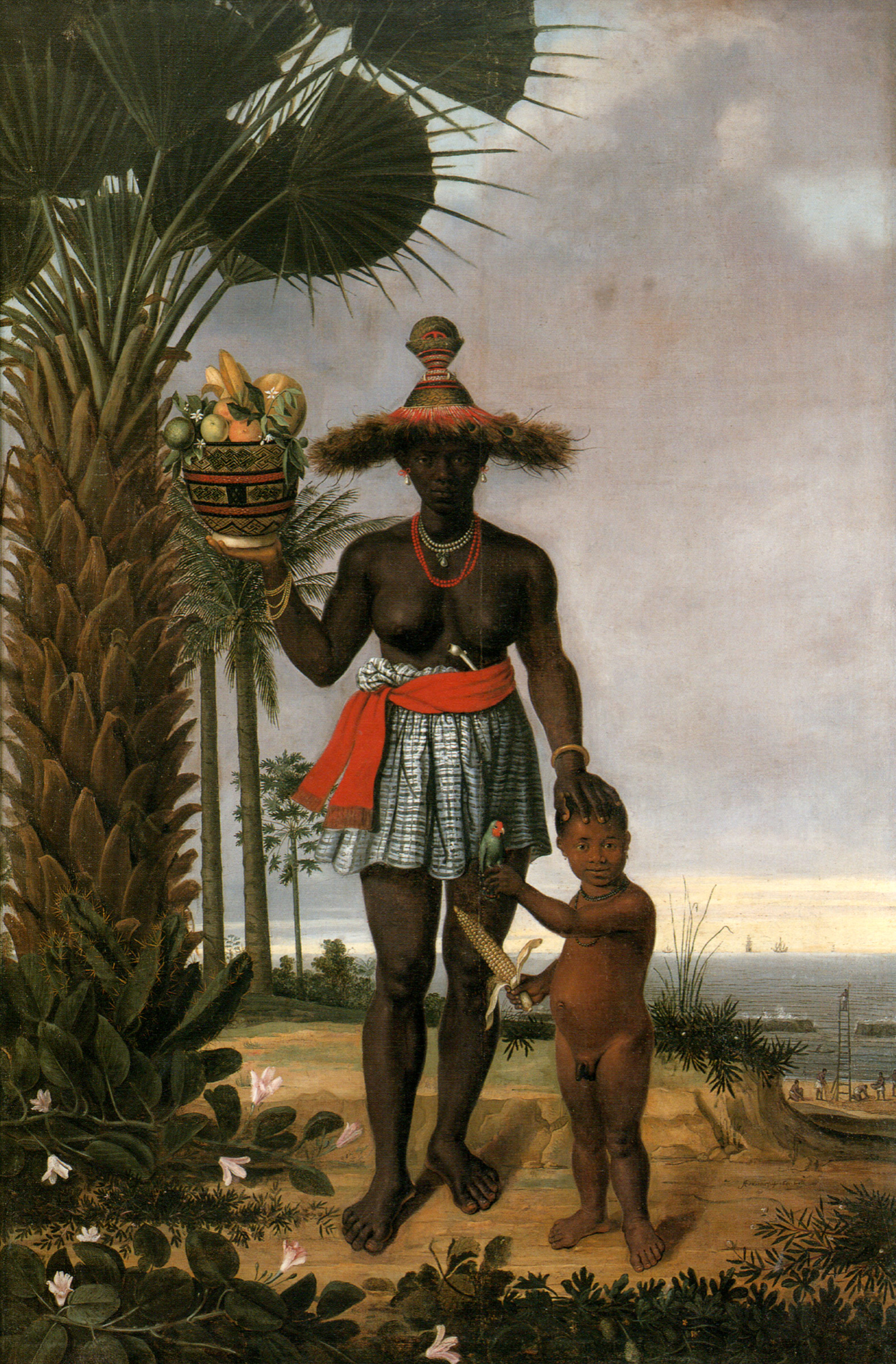
Mujer africana en Brasil por Albert Eckhout, uno de los artistas neerlandeses traídos por Juan Mauricio.

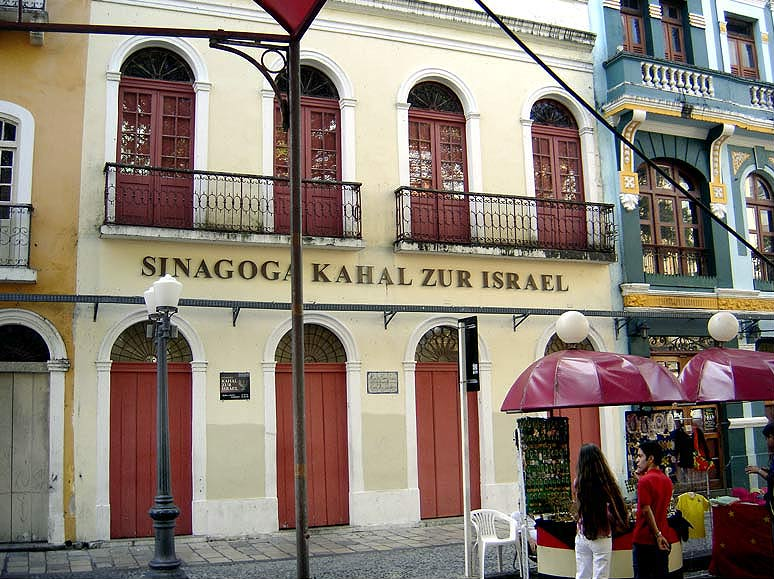
La Sinagoga Kahal Zur Israel en Mauritsstad (Recife) es la sinagoga más vieja de América. Un número estimado de 700 judíos vivieron en el Brasil neerlandés, aproximadamente 4.7% de la población total.

#### Gobernanza bajo Mauricio
Mauricio afirmó haber amado siempre Brasil debido a su belleza y su gente, y bajo su gobierno, la colonia prosperó. Su patrocinio de pintores neerlandeses de la época dorada neerlandesa, como Albert Eckhout y Frans Post, para representar la riqueza de Brasil dio como resultado obras que muestran diferentes razas, paisajes y bodegones. También invitó a los naturalistas Georg Marcgraf y Willem Piso al Brasil. Recolectaron y publicaron una gran cantidad de información sobre la historia natural de Brasil, lo que resultó en la publicación en 1648 de Historia Naturalis Brasiliae, el primer compendio europeo organizado de conocimiento sobre las Américas, que tuvo una gran influencia en los círculos científicos europeos durante más de un siglo.
Organizó una forma de gobierno local representativo creando consejos municipales y rurales con miembros portugueses, neerlandeses y brasileños para representar a la población.
A través de estos comenzó a modernizar el país con calles, puentes y carreteras en Recife. En la isla de António Vaz, fundó la ciudad de Mauritsstad (también conocida como Mauricia), donde creó un observatorio astronómico y una estación meteorológica, que fueron los primeros creados por los europeos en América.
Bajo Mauricio, se incrementó la protección para los judíos brasileños que anteriormente habían sido excluidos. Permitió que los antiguos judíos que se habían visto obligados a convertirse al cristianismo regresaran a su antigua fe. A los cristianos no católicos, como los calvinistas, también se les permitió practicar su fe como parte de la tolerancia religiosa. Además, a la mayoría católica en el Brasil neerlandés se le permitió practicar su fe libremente, en un momento de la historia en el que había conflictos religiosos extremos, como la guerra de los Treinta Años entre católicos y protestantes. Esto se formó en la nueva ley del Brasil neerlandés en el acuerdo de paz firmado después de la conquista de la capitanía de Paraíba. Las órdenes monásticas de los franciscanos, carmelitas y benedictinos eran bastante prominentes en la antigua colonia portuguesa. También se les permitió retener a todos sus frailes y monasterios y se les permitió practicar y predicar el catolicismo entre la población.

## El fin del Brasil neerlandés

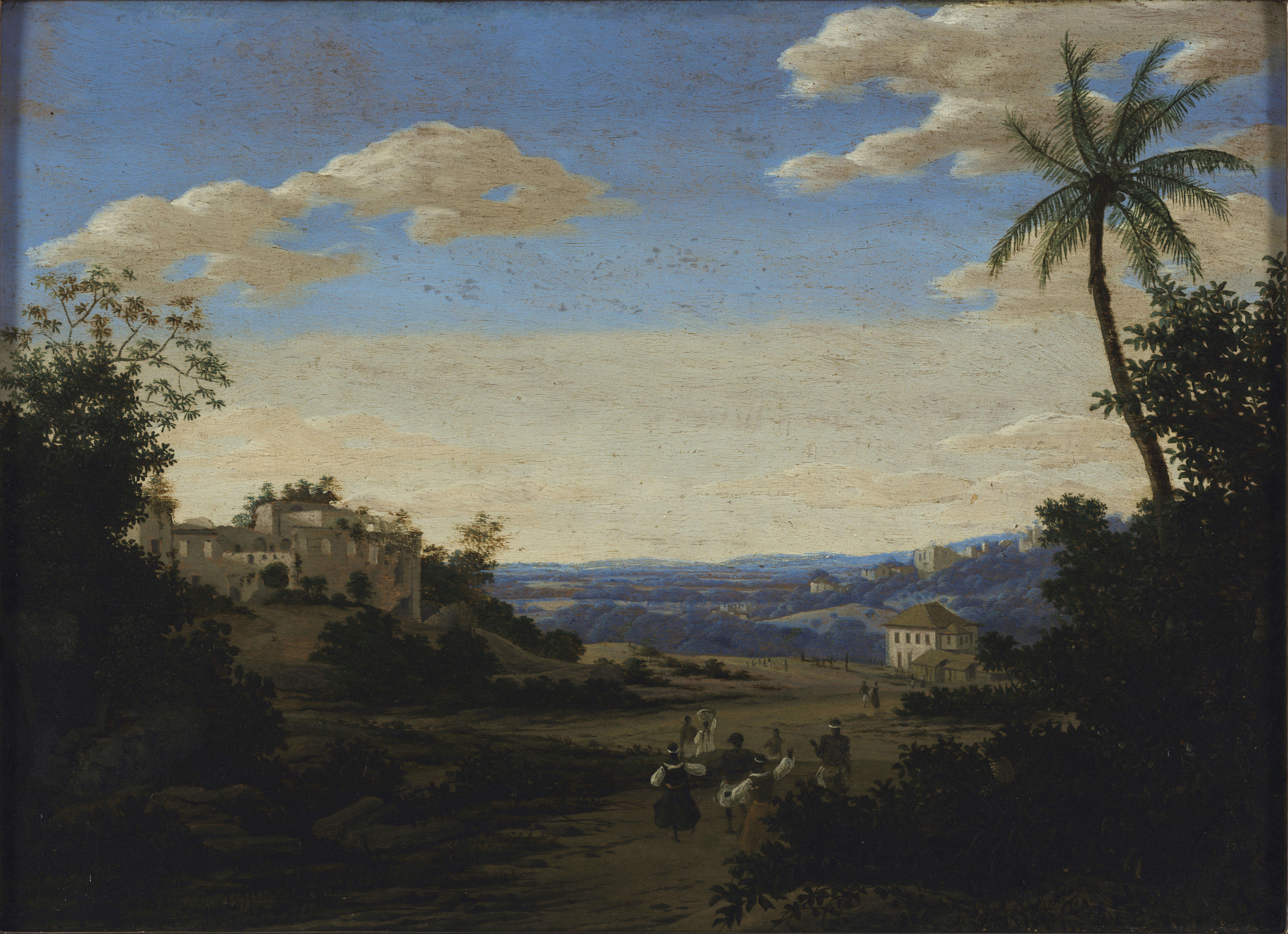
Vista de Pernambuco, Brasil, ca. 1637-44, por Frans Post. Museo Nacional de Belas Artes.

### Salida de Mauricio
En 1640, Juan IV, 8° duque de Braganza, declaró la independencia de los portugueses de España, terminando la Unión Ibérica de seis décadas. Como resultado, la amenaza de una mayor intervención española contra el Brasil neerlandés disminuyó, ya que Brasil era originalmente y seguía siendo una colonia portuguesa. En 1641-1642, el nuevo régimen portugués concluyó una tregua con los neerlandeses, poniendo fin a las hostilidades, pero los neerlandeses permanecieron en Brasil. En 1643, Juan Mauricio equipó la expedición de Enrique Brouwer que intentó sin éxito establecer un puesto de avanzada en el sur de Chile. En 1644, la WIC retiró a Juan Mauricio a Europa en un intento de recortar los gastos militares, después de la cesión de las hostilidades.

### Defunción de la Compañía de las Indias Occidental en Brasil
Un año después de que Mauricio fuera convocado nuevamente por la junta de la WIC, esta se enfrentó a un importante levantamiento de los plantadores portugueses en junio de 1645. Los plantadores portugueses en Pernambuco nunca habían aceptado completamente el gobierno neerlandés, y también habían resentido las altas tasas de interés cobradas por los prestamistas neerlandeses. Préstamos para reconstruir sus plantaciones tras la conquista neerlandesa inicial. En agosto, los plantadores se rebelaron y prevalecieron sobre las fuerzas neerlandesas en una batalla menor que se libró en el exterior de Recife, poniendo fin de manera efectiva al control neerlandés sobre la colonia. Ese año, los portugueses ganaron Várzea, Sirinhaém, Pontal de Nazaré, el Fuerte de Porto Calvo y el Fuerte Mauricio. Para 1646, el WIC solo controlaba cuatro dominios a lo largo de la costa brasileña, el principal de ellos era Recife.
En la primavera de 1646, los neerlandeses enviaron una expedición de ayuda a Recife que consistía en 20 barcos con 2.000 hombres, que anticipaban temporalmente la caída de la ciudad. De vuelta en Europa, el colapso del Brasil neerlandés aceleró los esfuerzos neerlandeses para poner fin a su conflicto de larga data con España, la guerra de los Ochenta Años. En agosto de 1647, representantes de la provincia neerlandesa de Zelanda (la última resistencia contra la paz con España) consintieron la paz de Münster y pusieron fin a la guerra con España. A cambio, Zelanda obtuvo promesas de las otras provincias neerlandesas para apoyar una segunda expedición de socorro más grande para reconquistar Brasil. La expedición, compuesta por 41 barcos con 6000 hombres, zarpó el 26 de diciembre de 1647.

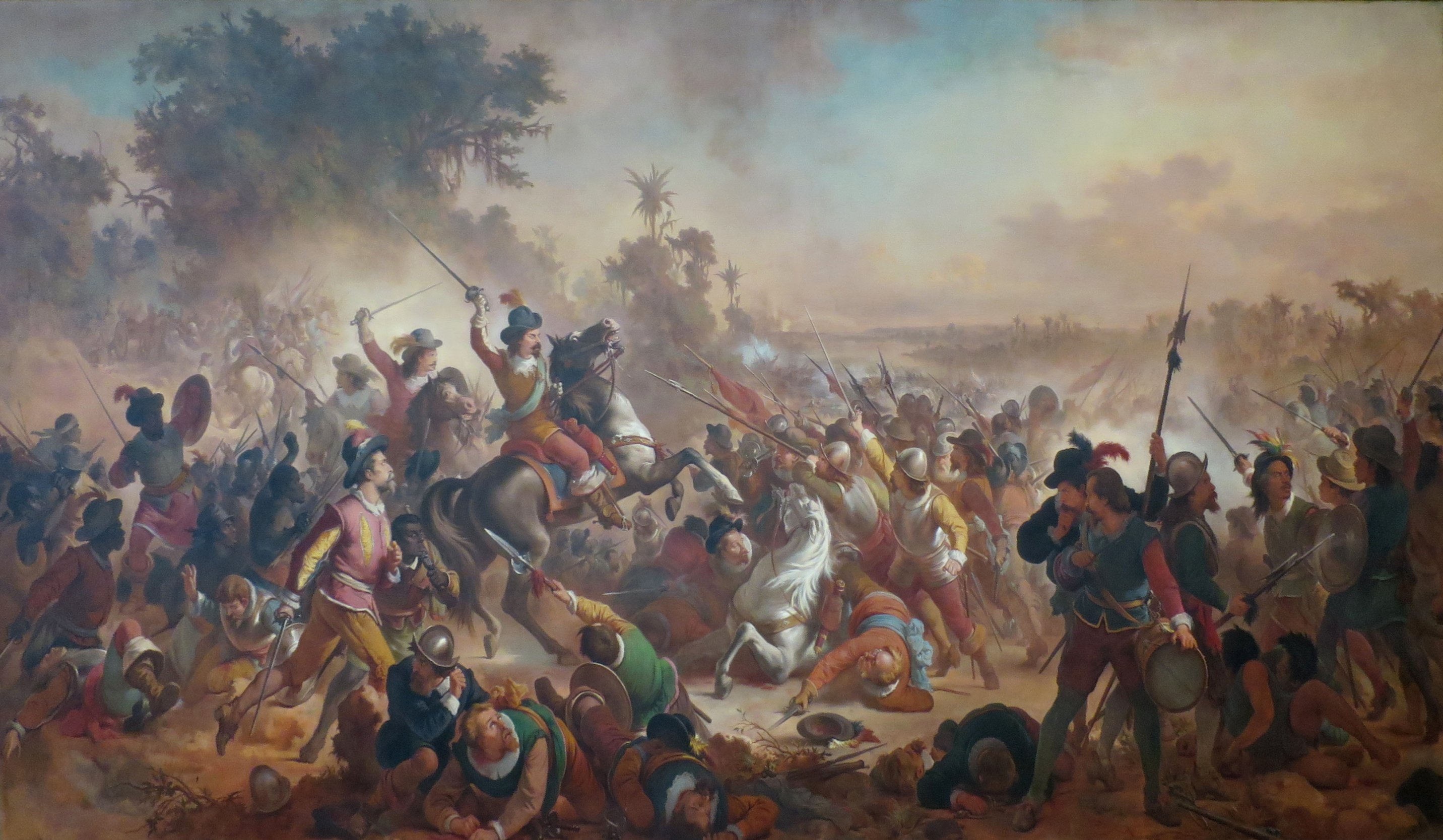
La victoria portuguesa en la batalla de Guararapes, terminó la presencia neerlandés en Brasil.

En Brasil, los neerlandeses ya habían abandonado Itamaracá el 13 de diciembre de 1647. La nueva fuerza expedicionaria llegó tarde a Recife, con muchos de sus soldados muertos o amotinados por falta de pago. En abril de 1648, los portugueses derrotaron a la fuerza expedicionaria en la primera batalla de Guararapes, peleada fuera de Recife. Los portugueses habían enviado una armada de 84 barcos, incluidos 18 buques de guerra para recuperar Recife. En febrero de 1649, los portugueses derrotaron nuevamente a los neerlandeses en la segunda batalla de Guararapes.

#### Recaptura de Recife
La reconquista de Recife fue un enfrentamiento militar entre las fuerzas portuguesas bajo Francisco Barreto de Meneses y las fuerzas neerlandesas del capitán Walter Van Loo. Después de las derrotas neerlandesas en Guararapes, sus hombres sobrevivientes, así como otras guarniciones de Nueva Holanda, se unieron en el área de Recife para hacer una última lucha. Sin embargo, después de intensos combates, los portugueses entraron victoriosamente en la ciudad y los neerlandeses restantes fueron expulsados de Brasil.
Los neerlandeses finalmente perdieron el control de Recife el 28 de enero de 1654, dejando a los portugueses su colonia de Brasil y poniendo fin a los Nuevos Países Bajos.

### Tratado de paz
Siete años después de la rendición de Recife, se organizó un tratado de paz entre la República Neerlandés y Portugal. El Tratado de La Haya se firmó el 6 de agosto de 1661, y exigió que los portugueses pagaran 4 millones de reales en el lapso de 16 años para ayudar a los neerlandeses a recuperarse de la pérdida de Brasil.